# Новосілка (Підгаєцька міська громада)
Новосі́лка — село в Україні, у Підгаєцькій міській громаді, Тернопільського району Тернопільської області. Адміністративний центр колишньої Новосілківської сільради. До Новосілки приєднано хутори Тесарівка і Бекерів (колишній присілок Бекерсдорф). Розташоване на лівому березі річки Коропець. До 1990 року належало до Бережанського району.
Населення — 1185 осіб (2001).

## Історія
Перша писемна згадка — 1421 рік.
Утворене шляхом злиття сіл Кут, Ленчівка, Тесарівка. Відповідно побутувала стара назва — Новосілки-Кут[джерело?].
Однією з частин села є Бекерів (місцева назва — Колянія, від «колонія», раніше село Бекерсдорф). Впродовж 174 років (до 1940 року) село Бекерсдорф було німецькою колонією.
Деякий час у Новосілці перебував Денис Січинський (відомий композитор, диригент і педагог).[джерело?]
Восени 1915 року в Новосілці перебували «Артистична Горстка» і Пресова кватира УСС, зокрема, такі діячі: Михайло Гайворонський, Микола Голубець, Іван Іванець, Роман Купчинський, Осип Курилас, Левко Лепкий та ін.
Діяли товариства «Просвіта», «Сільський господар», «Сокіл», «Рідна школа», кооператива.
12 червня 2020 року, відповідно до розпорядження Кабінету Міністрів України № 724-р «Про визначення адміністративних центрів та затвердження територій територіальних громад Тернопільської області» увійшло до складу Підгаєцької міської громади.
19 липня 2020 року, в результаті адміністративно-територіальної реформи та ліквідації Підгаєцького району, село увійшло до складу Тернопільського району.

## Населення

### Мова
Розподіл населення за рідною мовою за даними перепису 2001 року:
| Мова       | Кількість | Відсоток |
| ---------- | --------- | -------- |
| українська | 1182      | 99.76%   |
| російська  | 1         | 0.08%    |
| білоруська | 1         | 0.08%    |
| вірменська | 1         | 0.08%    |
| Усього     | 1185      | 100%     |

## Релігія

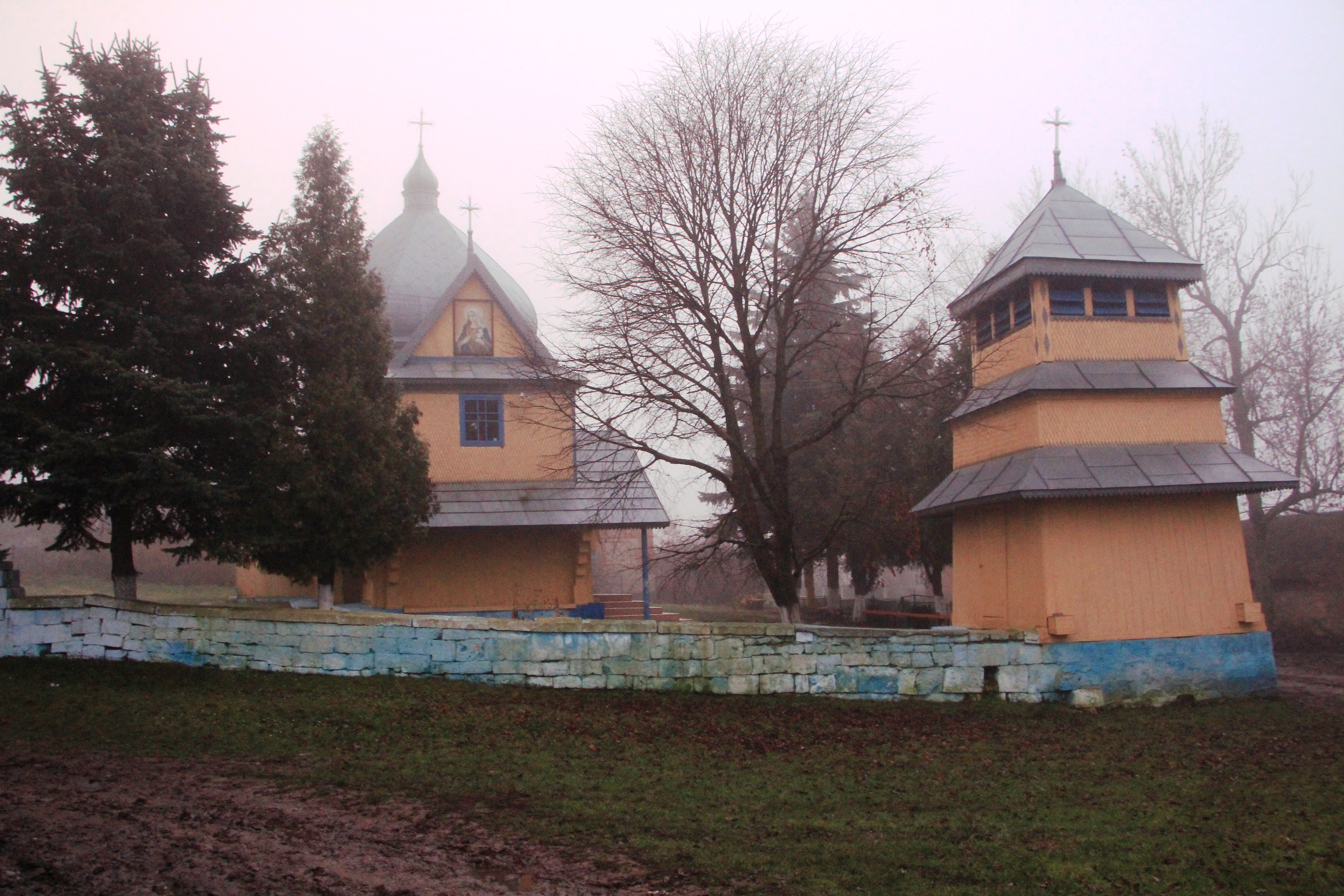
Церква Різдва Пречистої Діви Марії 1720

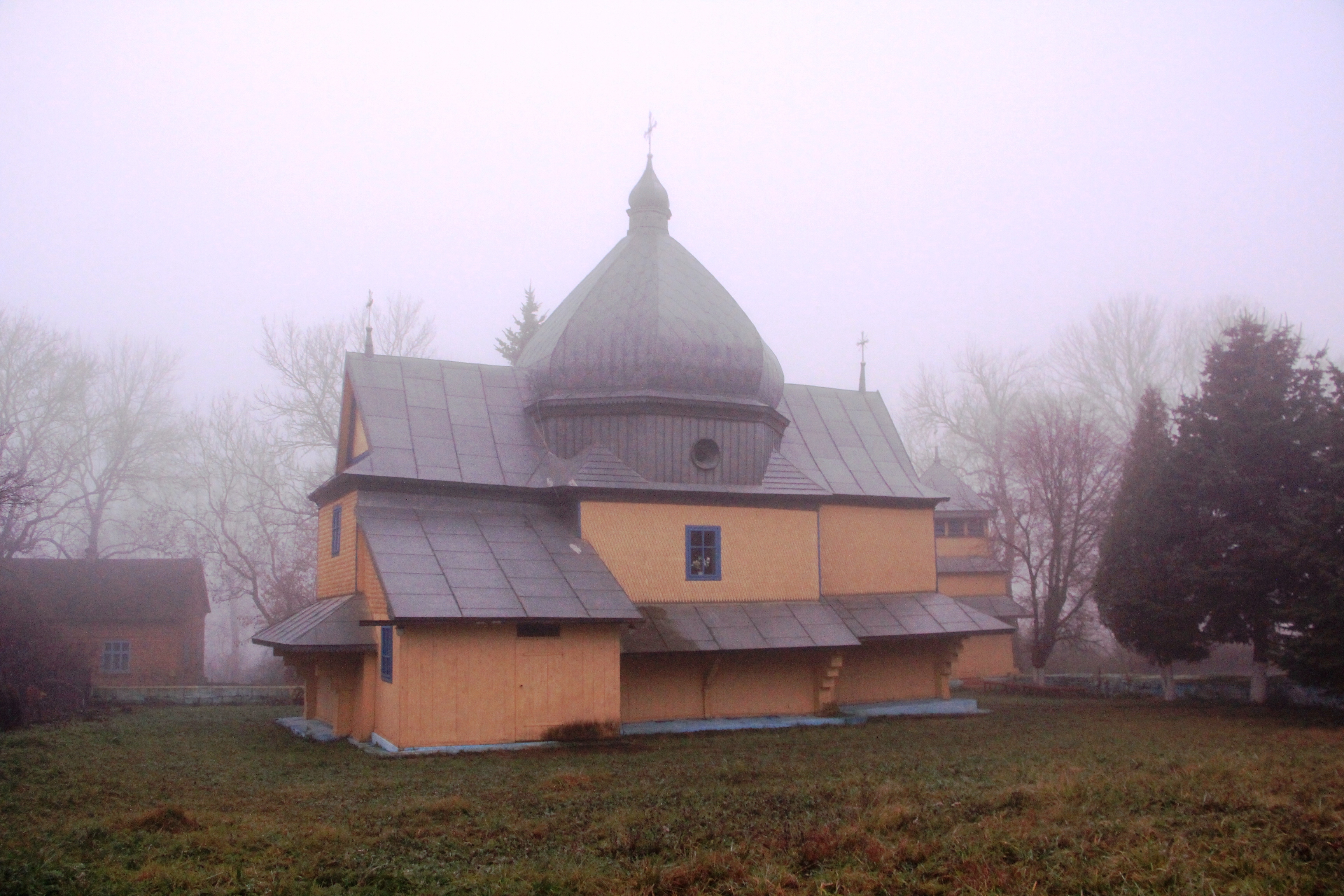
Церква Різдва Пречистої Діви Марії 1720

Є церкви Різдва Пречистої Діви Марії (1720, Ленчівка), Введення в храм Пресвятої Діви Марії (1906, мурована, Тесарівка), святого Миколая (1926; всі — УГКЦ), костьол (XIX ст.), капличка (1992).
Деякий час парохом у селі був Михайло Винницький.
Біля церкви святого Миколая встановлено пам'ятний хрест на честь 2000-ліття Різдва Христового (2000).

## Пам'ятники
Встановлено пам'ятний знак на честь Пресової кватири УСС, насипано символічну могилу воякам УПА (1990).

## Соціальна сфера
Працюють ЗОШ 1-3 ступ., сільській клуб, бібліотека, ФАП, відділення зв'язку, торговельні заклади.
Є став.

## Відомі люди

### Народилися
- Михайло Малиновський (20.11.1812 — † 25.02.1894, Львів) — український церковний та громадсько-політичний діяч, греко-католицький публіцист, історик. Один із засновників Головної Руської Ради, театру товариства «Руська бесіда».
- Юліан Бачинський (28.03.1870 — † 6.06.1940, Медвеж'єгорськ, Республіка Карелія, РФ) — український політичний і громадський діяч, публіцист, член Української радикальної партії, а від 1899 року — Української соціал-демократичної партії, дипломат. Жертва сталінських репресій;
- Іван Басараб (1888 — † 1.02.1961, м. Едмонтон, Канада) — український адвокат, громадський діяч;
- Микола Содомора (28.10.1897 — † 6.04.1979, с. Миколаїв ,Пустомитівський р-н, Львівська обл.) — священник Української Греко-Католицької Церкви, військовий Австро-Угорської армії, учасник Першої світової війни, політичний в'язень СРСР;
- Олександр Содомора (27.05.1899 — † 20.06.1977, Вирів, Кам'янка-Бузький р-н, Львівська обл.) — священник Української Греко-Католицької Церкви, воїн Української галицької армії.
- Солук Михайло Іванович-«Дон» — зв’язковий Подільського крайового проводу ОУН, Лицар Бронзового хреста бойової заслуги.
- Йосиф Яримович (1882—1946) — український греко-католицький священник, жертва радянських репресій. Слуга Божий.

## Галерея

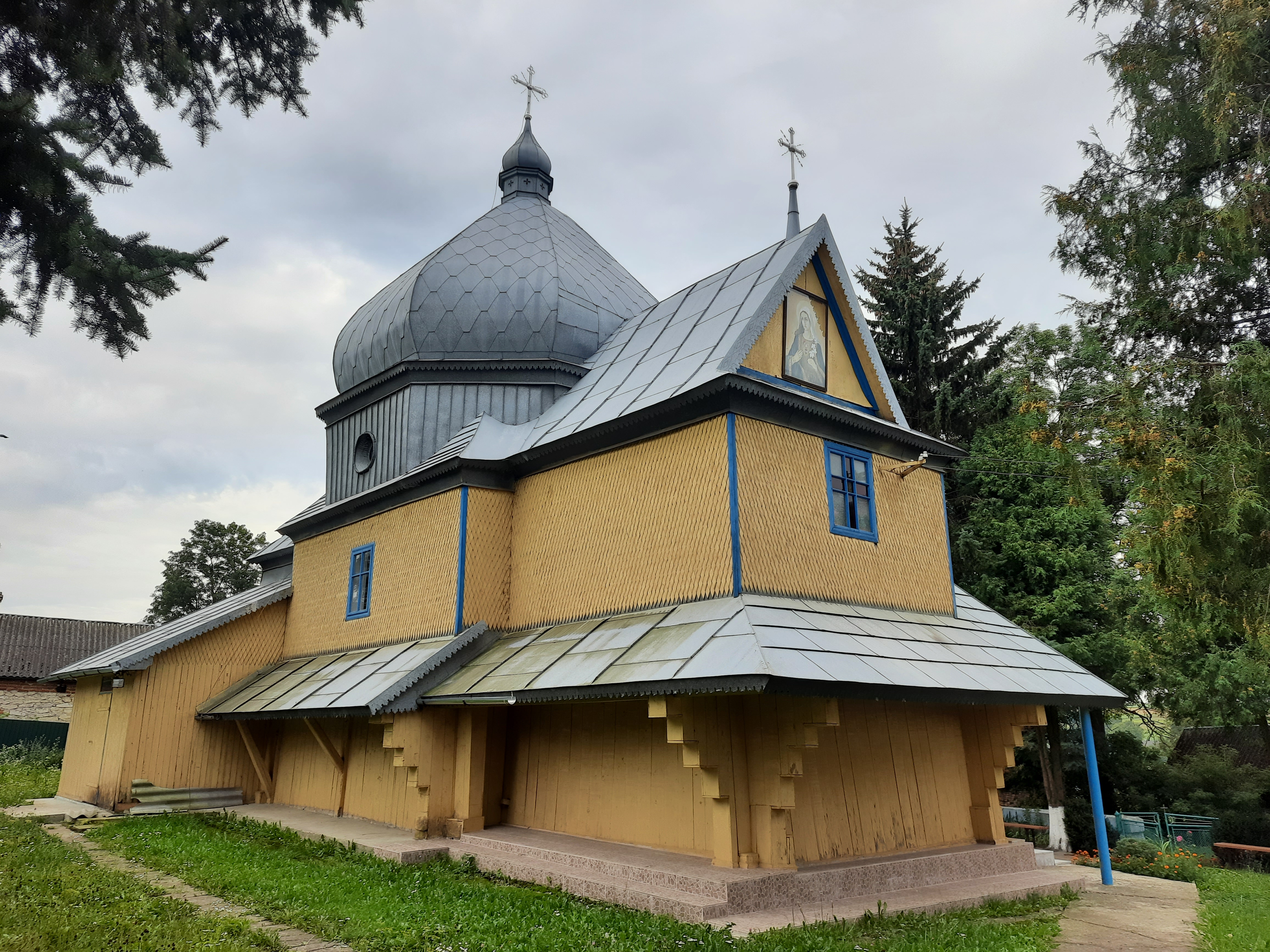
Церкви Різдва Пречистої Діви Марії (1720)
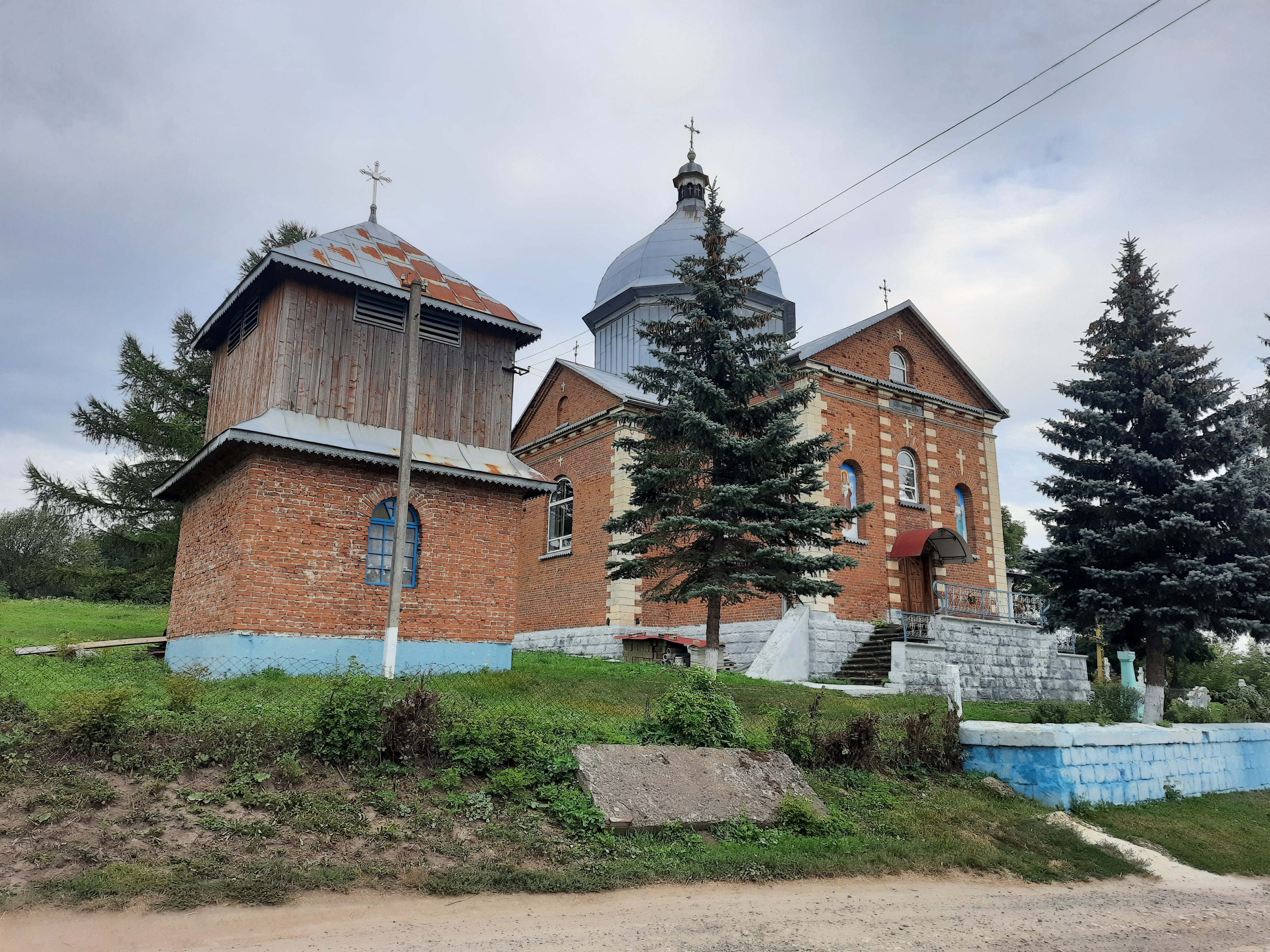
Церква Введення в храм Пресвятої Богородиці (1906р)
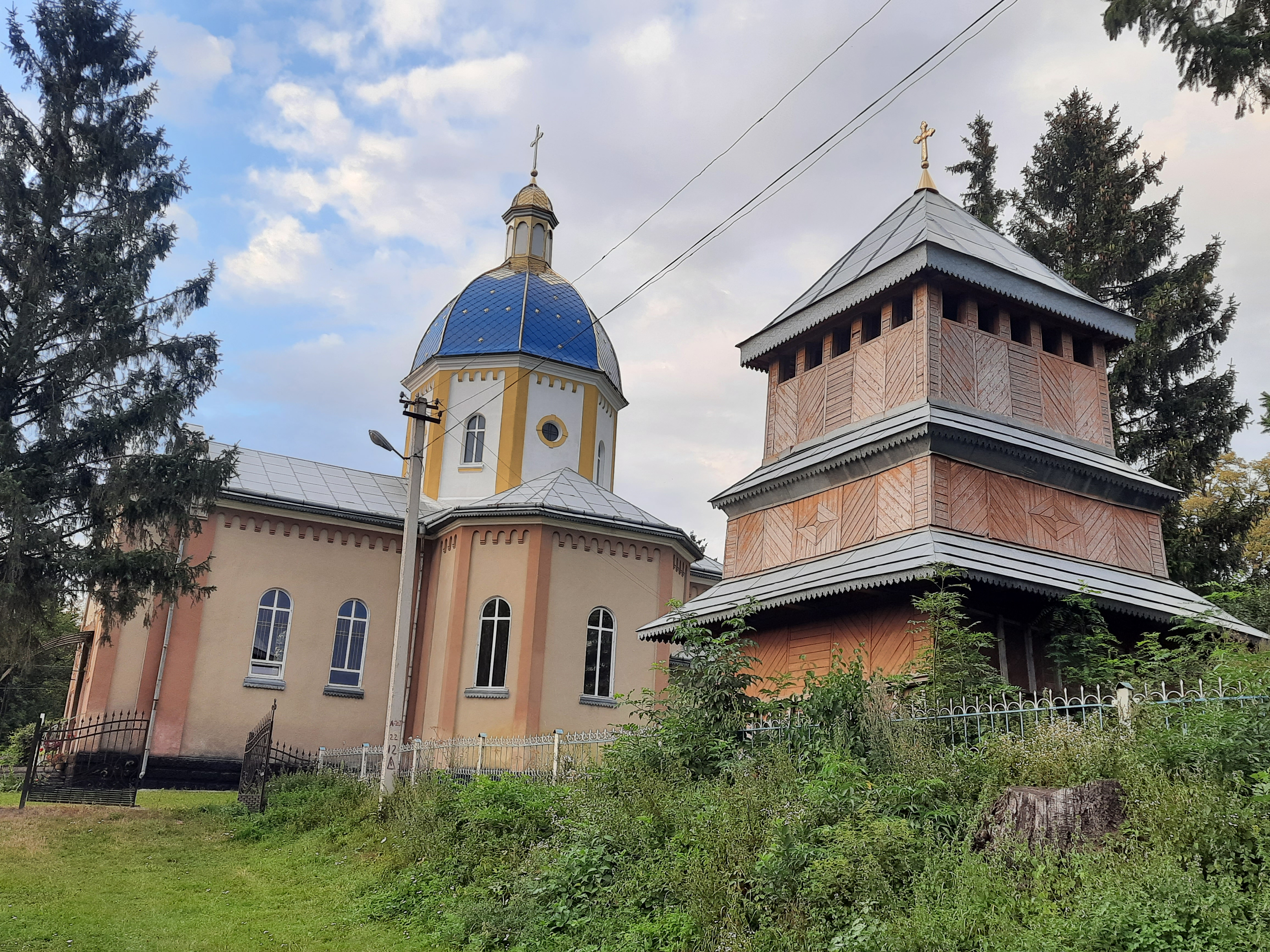
Церква Святого Миколая (1926)
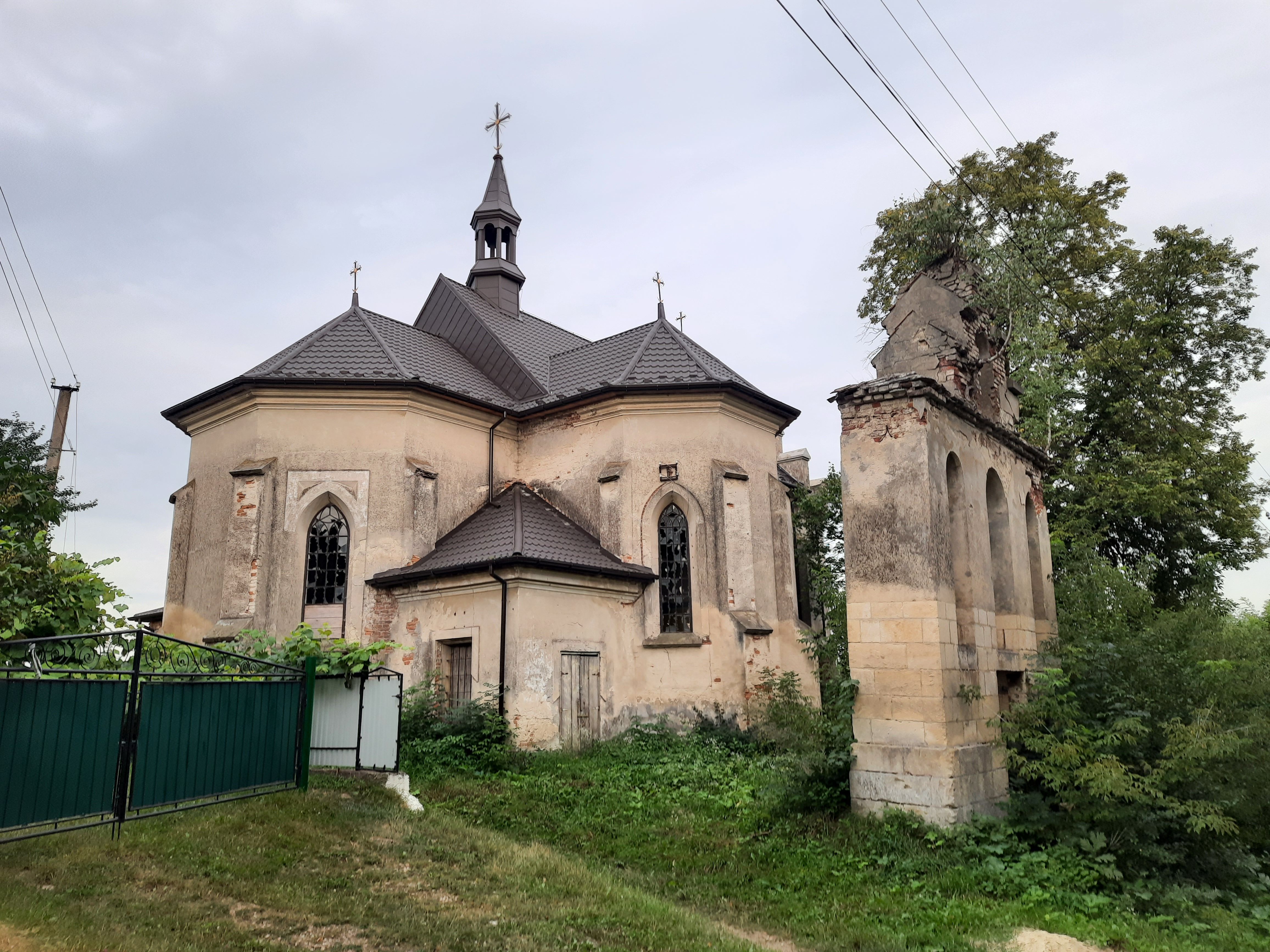
Костел 19ст.
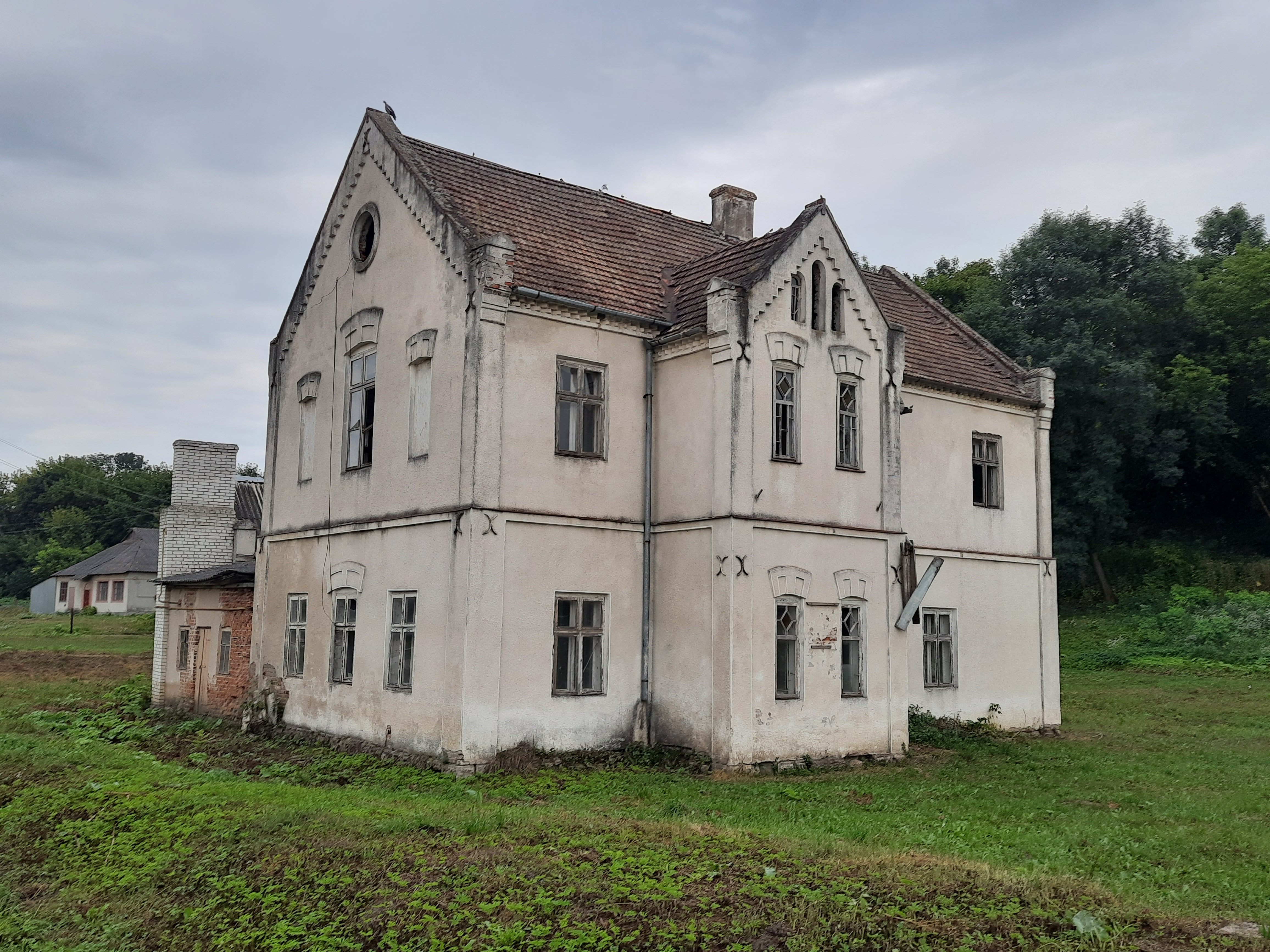
Будівля старої школи
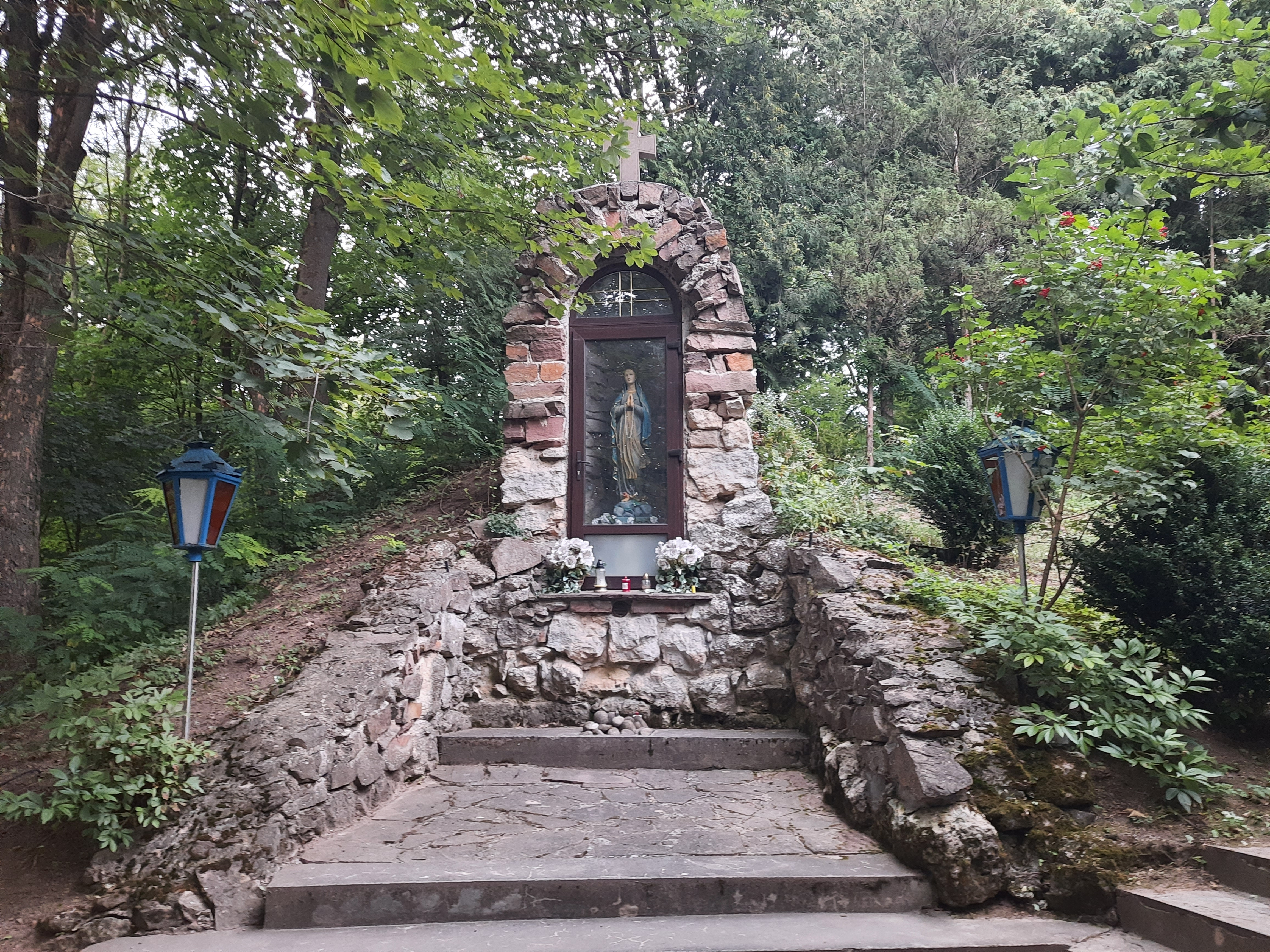
Капличка
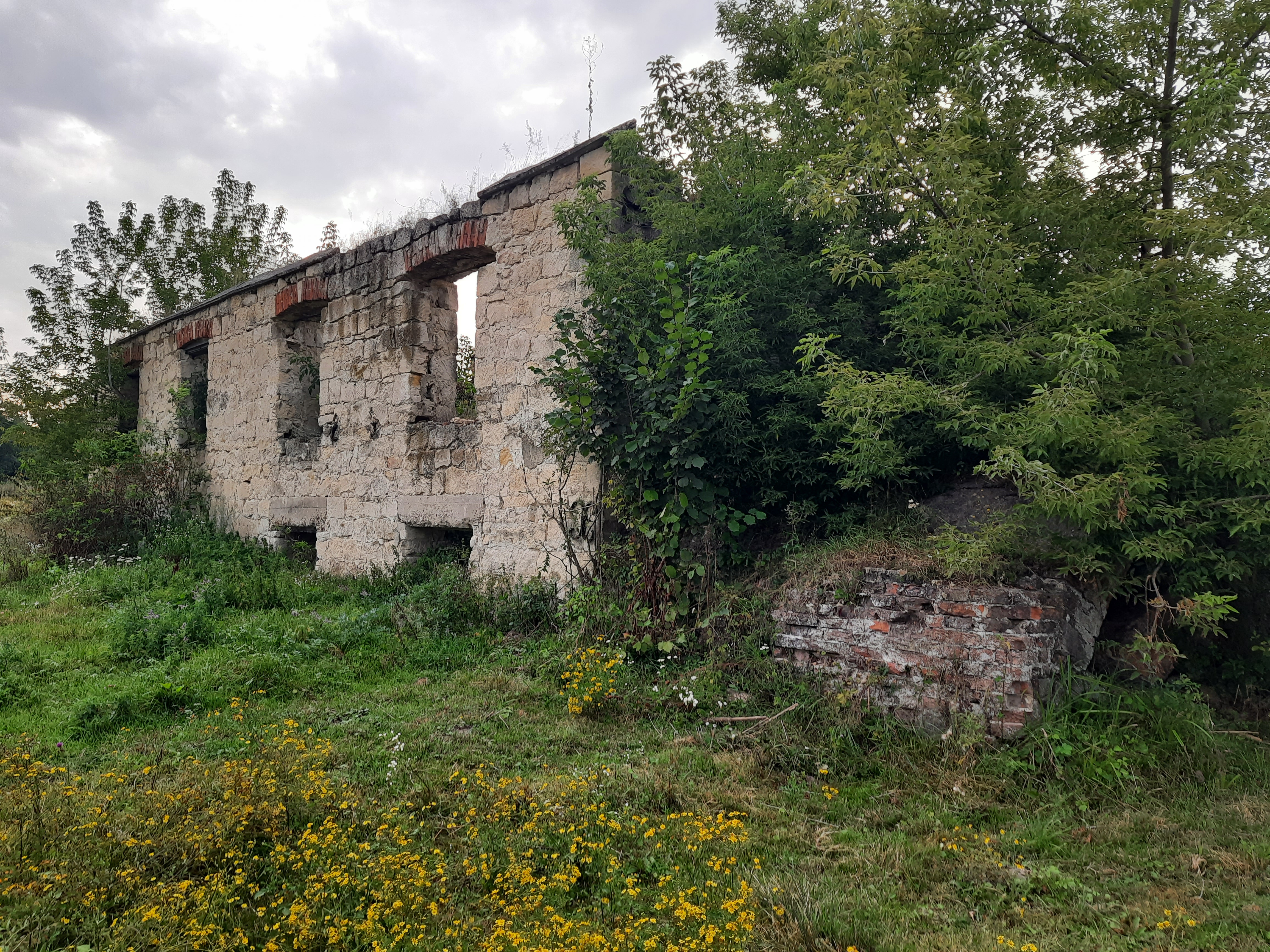
Руїни старого млина